# Club Liceo
El Club Liceo fue un antiguo equipo de fútbol mexicano que jugó en la Liga Amateur de Jalisco antes de la profesionalización y creación de la Primera división mexicana. Tuvo como sede de sus partidos la ciudad de Guadalajara, Jalisco.

## Historia
El «Liceo de Varones» fue una de las más grandes instituciones de educación de Jalisco, el edificio donde se encontraban sus instalaciones fue construido a principios del siglo XVIII, para albergar el Seminario Conciliar de San José. En 1861 se funda oficialmente lo que se conoció como el Liceo de Varones de Guadalajara, institución que impartiría clases hasta 1914, tiempo después en 1918 se inauguró en sus instalaciones el museo de Bellas Artes.
Hacia 1861 hubo un cambio en los hábitos de la sociedad tapatía, que daba importancia al desarrollo físico a través del ejercicio sistemático; así en el «Liceo de Varones» se impartía gimnasia, esgrima, equitación y natación. Tiempo después un nuevo deporte llegaría directo de Inglaterra para revolucionar la tradición deportiva.
En la alborada del siglo XX, aún época porfiriana y según memorias del historiador, canónigo y doctor Daniel R. Laweres; incluso del cronista histórico, el Presbítero José T. Laris; el fútbol sentó sus reales en los patios de las escuelas maristas, seminario de San José y Liceo de Varones.
En 1906, en el corazón de la ciudad de Guadalajara, nace el «Unión Football Club», agrupación encargada de organizar los primeros encuentros de fútbol en la ciudad, y que encontraría en las escuelas privadas y seminarios, a sus primeros rivales, entre los que se encontraban equipos como el Excélsior, Occidente, entre otros. Fue en esos días, que nace el equipo con el que encarnó la que quizás sea la primera gran rivalidad del fútbol mexicano, el «Liceo para Varones».
El fútbol se venía practicando desde tiempo atrás en los partidos del Liceo; sin embargo logró asentarse bien hasta 1907. Para 1908, el Unión pasa a llamarse «Club Deportivo Guadalajara» y se empieza a gestionar una gran rivalidad entre ambas instituciones, las cuales fueron protagonistas de los duelos más disputados de la época. Por esta razón, los enfrentamientos entre el Liceo y el Guadalajara se han considerado como el primer clásico tapatío.
La Liga de Occidente es fundada en 1909, por inciatica del «Club Centro Atlético Occidental». El primer campeonato sería ganado por el Guadalajara, quien también lograría coronarse en 1910, mientras que ese mismo año el Liceo logró su primer subcampeonato.
La institución seminarista lograría tomar venganza de los rojiblancos en la siguiente campaña, consiguiendo el título y dejando en la orilla al Rebaño, al Excélsior y al Atlético Occidental. Durante la temporada de 1910 estallaría la Revolución mexicana, lo que causaría problemas en la organización del torneo, pero afortunadamente la temporada se pudo realizar.
El cuadro titular campeón con el Liceo esa temporada estuvo compuesto por: Florencio Araiza, Francisco Rodríguez Betancourt, Felipe Santana, Daniel Benítez, Agustín Valenzuela, Guillermo Hernández S., Alfonso Hernández S., Luis Ramírez Díaz, Gustavo Valencia, Elías Sanromán, Gilberto Valenzuela. 
El Liceo logró de nuevo el subcampeonato en la temporada 1911-12, una vez más debajo del Guadalajara, pero le esperaban tiempos mejores al lograr un bicampeonato consecutivo en las temporadas 1912-13 y 1913-14. En aquellos días los duelos con el Guadalajara eran tan intensos que incluso había severas peleas después de los partidos, Gregorio Orozco, uno de los fundadores del Guadalajara, comentó que incluso los jugadores del Liceo llegaron a apedrear varias veces su casa.
En 1914 y 1915 el torneo no fue organizado, y el equipo no volvería a participar en ninguna competencia de fútbol puesto que la institución del Liceo de Varones fue disuelta en 1914.

## Jugadores

### Campeones de goleo
- 1912-13 - Agustín Valenzuela con 6 goles
- 1913-14 - Daniel Benítez con 6 goles

## Palmarés
- Liga Amateur de Jalisco (3): 1910-11, 1912-13, 1913-14.
- Subcampeón de la Liga Amateur de Jalisco en 1909-10 y 1911-12.